# Zhovkva
Zhovkva (tiếng Ukraina: Жовква) là một thành phố của Ukraina. Thành phố này thuộc tỉnh Lviv. Thành phố này có diện tích ? km², dân số theo điều tra dân số năm 2022 là 13.852 người.